# Voltigeurs de Châteaubriant
Los  Acróbatas de Châteaubriant (francés: [ʃɑ.to.bʁi.jɑ̃]) es un equipo de fútbol de Francia que juega en el Championnat National 2, la cuarta división de fútbol en el país.

## Historia
Fue fundado en septiembre de 1907 en la ciudad de Châteaubriant por iniciativa de la Abadía de Bourgouin que tenía como fin el desarrollo de los jóvenes de la región para prácticas actividades físicas. La sección de fútbol apareció formalmente en el año 1925.
Pasó toda su historia en las ligas regionales de Francia hasta que en la temporada 2013/14 lograron el ascenso al Championnnat de France Amateur 2, actual Championnat National 3, que les llevó solo una temporada poder ascender.

## Palmarés
- CFA 2: 1 2015
- DH Atlantique: 3 1991, 2004, 2014
- DH Ouest: 1 1958
- Coupe Atlantique: 3 2001, 2003, 2014

## Jugadores

### Jugadores destacados
- Gaston Langouët (1944-1945)
- Jean-Marc Miton (1991-1992)
- Michel Audrain (1992-1993)
- Pierre-Emmanuel Bourdeau (2006-2007)
- Matthias Verschave (2011-2012)